# Hyponephele pallidephisius
Hyponephele pallidephisius är en fjärilsart som beskrevs av Ruggero Verity 1953. Hyponephele pallidephisius ingår i släktet Hyponephele och familjen praktfjärilar. Inga underarter finns listade i Catalogue of Life.